# Jean Louis
Jean Louis (Paris, 5 de outubro de 1907 — Palm Springs, 20 de abril de 1997) é um figurinista franco-estadunidense. Venceu o Oscar de melhor figurino na edição de 1957 por The Solid Gold Cadillac.